# Neocordulia machadoi
Neocordulia machadoi – gatunek ważki z rodziny Synthemistidae. Znany tylko z jednego okazu – samca odłowionego w 2009 roku jako larwa i trzymanego w laboratorium aż do przeobrażenia w postać dorosłą. Miejsce typowe to gmina São Thomé das Letras w stanie Minas Gerais w południowo-wschodniej Brazylii.